# Medalha IEEE em Engenharia de Potência
A Medalha IEEE em Engenharia de Potência (em inglês:  IEEE Medal in Power Engineering) foi criada em 2008 pelo Conselho de Administração do Instituto de Engenheiros Eletricistas e Eletrônicos (IEEE), e concedida a primeira vez em 2010. A medalha é concedida a um indivíduo com contribuições excepcionais em engenharia eletrotécnica. A versão oficial mais estendida é: "por contribuições extraordinárias à tecnologia associada com a geração, transmissão, distribuição, aplicação e utilização da potência elétrica para o melhoramento da sociedade".
Os recipientes da medalha recebem uma medalha de ouro, uma réplica em bronze, um certificado e um honorário.

## Recipientes
- 2010: Prabha S. Kundur
- 2011: William F. Tinney
- 2012: Edmund O. Schweitzer, III
- 2013: Hermann W. Dommel[2]
- 2014: Thomas Anthony Lipo
- 2015: Fred C. Lee
- 2016: Arun G. Phadke[3]